# 寬嘴鶲
，或名灰鶲，为鶲科鶲屬下的一种鳥類。這個物種分布於東亞、東南亞及南亞地區的林緣或森林的中下層，是一種以飛蟲為食的物種。整體上雌雄沒有差異，體色以白色、灰白色、褐色、棕白色為主；其中腹面灰白、背部灰褐。
主要繁殖於日本、西伯利亞東部和喜馬拉雅山脈。它具有候鳥的特性，會在冬季遷徙至南亞熱帶地區，包括南部印度、斯里蘭卡，以及東至印尼。

## 分類
單詞Muscicapa源自拉丁文，musca意為蒼蠅，capere意為捕捉。種小名dauurica則指外貝加爾的達烏里亞地區，該地區位於西伯利亞東南部，以當地的一個遊牧部落命名。
這個物種的學名有所爭議，有學者認為應採用斯坦福·莱佛士於1822年命名的而非彼得·西蒙·帕拉斯於1811年命名的，與帕拉斯當時認為這個物種是一個變種有關。同時其當前的分類狀態與另一物種褐纹鹟有所爭議，世界鳥類學家聯合會將後者視作獨立物種，但國際鳥盟則認為是前者的亞種之一；兩者在羽色及翼式上有些差許差異，但因缺乏基因研究及未能證實兩者繁殖地有重疊而有爭議。

## 描述
這種鳥體長13 cm（5.1英寸），包含翹起的尾巴。它的形狀類似於體型較大的斑鶲，但尾巴相對較長。深色的喙較大且基部寬。成鳥的上半身為灰褐色，隨著羽毛的老化會變得更灰，下半身為白色並帶有棕色的側腹。幼鳥的上半身、頭部和胸部具有棕色鱗片狀斑紋。

## 地理變異

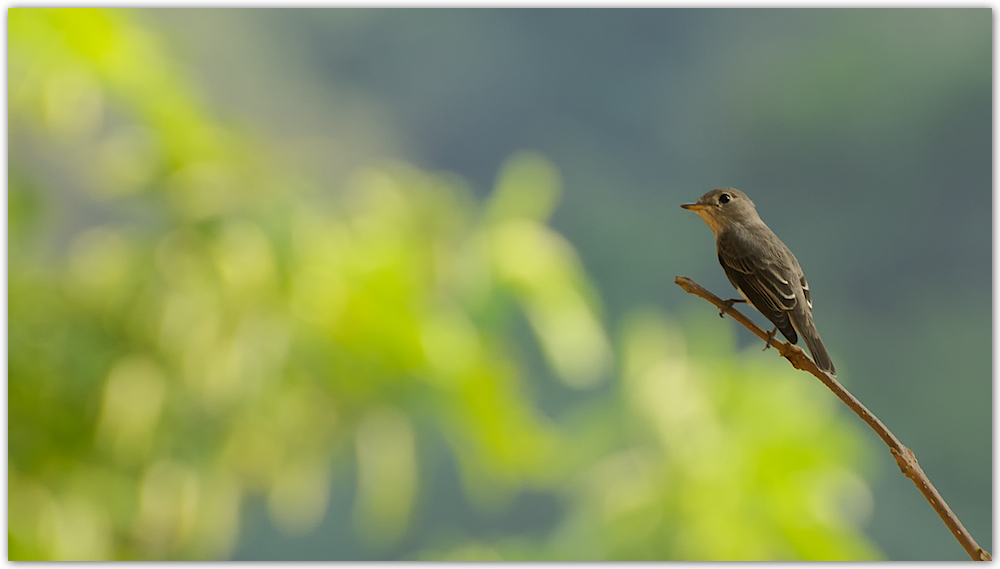
寬嘴鶲 哥印拜陀附近， 印度

雖然通常被視為單型種，若不包括褐斑鶲，但拉斯穆森和安德頓在《南亞鳥類：瑞普利指南》Birds of South Asia. The Ripley Guide中指出，印度次大陸和安達曼群島的種群應該被視為一個獨立的亞種poonensis，不同於佔據大部分分佈範圍的指名亞種。他們描述poonensis的上半身顏色較淺且偏褐色，喙較深，並且大多數下喙為淺色，剛換羽的時候喉部、胸部和側腹的斑紋較多，眼圈和喉部的白色對比度較低，翅膀可能更圓。

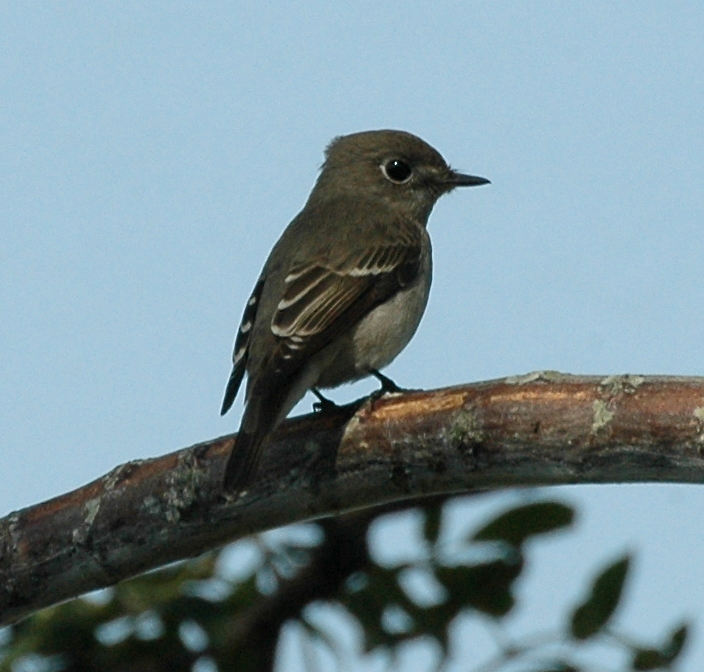
米埔, 香港

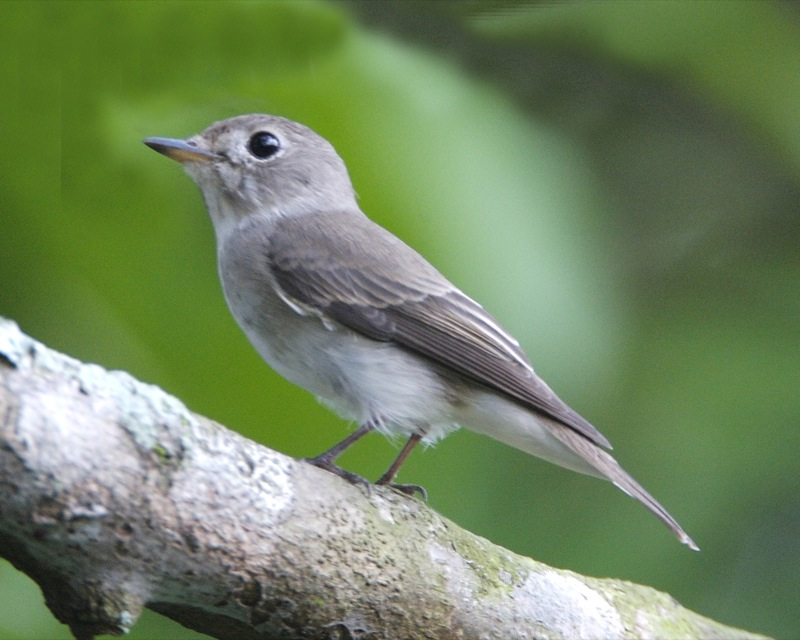

## 行為
寬嘴鶲是一種常見的鳥類，生活在開放的林地和耕作區域。牠們在樹洞中築巢，通常產下四枚蛋，並由雌鳥孵化。
雄性寬嘴鶲在求偶期會唱出簡單悅耳的歌聲。
這種鳥會受到咀嚼蝨Philopterus davuricae的寄生。Philopterus davuricae.

## 迷鳥現象
寬嘴鶲是非常罕見的西歐迷鳥，曾在英國、丹麥和瑞典被記錄到，此外，在愛爾蘭、法羅群島和挪威也有未經證實的報告。

## 英國
2007年10月3日，一隻首度越冬的褐鶲在約克郡東瑞丁的弗蘭伯勒角被發現，在當天黃昏之前吸引了數百名觀鳥者。 這可能會成為首個被正式接受的紀錄。此前的紀錄包括1992年7月1日至2日在費爾島的觀察，但被英國鳥類記錄委員會視為無法確定其野生來源。此外，1956年9月9日，林迪斯法恩的聖島也曾有一隻鳥被報告，但身份未被確定。

## 外部連結
- 维基共享资源上的相關多媒體資源：寬嘴鶲
- 維基物種上的相關：寬嘴鶲